# Walter Keane
Walter Stanley Keane (Lincoln, 7 ottobre 1915 – Encinitas, 27 dicembre 2000) è stato un imprenditore e truffatore statunitense.

## Biografia
Walter Stanley Keane divenne famoso negli anni cinquanta per essersi affermato come l'autore di una serie di dipinti raffiguranti orfani con occhi enormi, mentre essi erano stati disegnati in realtà da sua moglie Margaret Keane. Quando ella rese il fatto pubblico, suo marito si vendicò con un articolo su USA Today, sostenendo di aver fatto lui il lavoro. 
Nel 1986 Margaret citò Keane e USA Today per calunnia. 
Durante il processo di Walter e Margaret, il giudice decise di far dipingere un quadro ad entrambi, ma Keane affermò di avere una spalla dolorante e di non poter disegnare. 
Margaret, invece, terminò il quadro in 53 minuti. La giuria concesse a Margaret un risarcimento per danni ammontante a 4 milioni di dollari.

## Retroscena
Keane nasce a Lincoln, nel Nebraska (USA), il 7 ottobre 1915, ed è uno dei 10 figli nati dal secondo matrimonio del padre. La madre, Alma, è danese; e suo padre, William R. Keane, ha origini irlandesi. Keane cresce vicino al centro di Lincoln e guadagnava vendendo scarpe. Negli anni trenta, si trasferisce a Los Angeles, California, dove frequenta il Los Angeles City College. Si trasferisce a Berkeley, in California, negli anni quaranta con la sua sposa, Barbara e diventa agente immobiliare, come sua moglie.
Il loro primo figlio muore poco dopo la nascita in ospedale. Nel 1947, nasce una bambina sana, Susan Hale Keane. Nel 1948 Walter e Barbara comprano una casa enorme, di oltre 450 metri quadrati, con una sala da ballo progettata dall'architetto Julia Morgan (che progettò anche il Castello Hearst). Nel 1948, i Keane viaggiano in Europa, vanno a vivere prima ad Heidelberg e poi a Parigi. Quando ritornano alla loro casa a Berkeley, iniziano un business basato sulla vendita di giocattoli educativi per bambini. L'azienda si chiamava Susie Keane's Puppeteens. I giocattoli insegnavano ai bambini a parlare il francese attraverso l'uso di burattini, fonografie e libri. La "sala da ballo" della loro grande casa è diventata una catena di montaggio di marionette in legno con grandi occhi dipinti a mano, con vari costumi finemente realizzati. I burattini sono stati venduti in negozi di fascia alta come Saks Fifth Avenue.

## Vita matrimoniale
Barbara Keane diventa il capo del suo dipartimento di design di abiti presso l'Università della California a Berkeley. Walter Keane chiude successivamente la sua impresa immobiliare di Berkeley, in California, e l'azienda del giocattolo, per dedicarsi a tempo pieno alla sua pittura. Il loro matrimonio finì con un divorzio nel 1952. A una fiera nel 1953, Walter incontra Margaret, un'artista che disegna volti di bambini dai grandi occhi. Lei è sposata con Frank Ulbrich e ha una figlia, Jane. Margaret e Frank divorziano, e Margaret sposa Walter Keane a Honolulu, nelle Hawaii, nel 1955, prendendo il suo cognome e diventando così Margaret Keane. I due si separano il 1º novembre 1964. Walter Keane sposa la sua terza moglie, Joan Mervin dalla Columbia Britannica, in Canada, dopo aver divorziato con Margaret nel 1965. Ebbero due figli nei primi anni settanta, mentre vivevano a Londra. Anche questo matrimonio terminò con il divorzio.

## Filmografia
Tim Burton ha diretto e prodotto un film basato sulla vita della seconda moglie di Keane, intitolato Big Eyes (occhi grandi), trattante la vita della moglie dopo il divorzio con il primo marito e il matrimonio con Walter. È uscito al cinema nel dicembre del 2014, con Christoph Waltz che interpreta Keane e Amy Adams sua moglie, Margaret.